# Spin Boldak

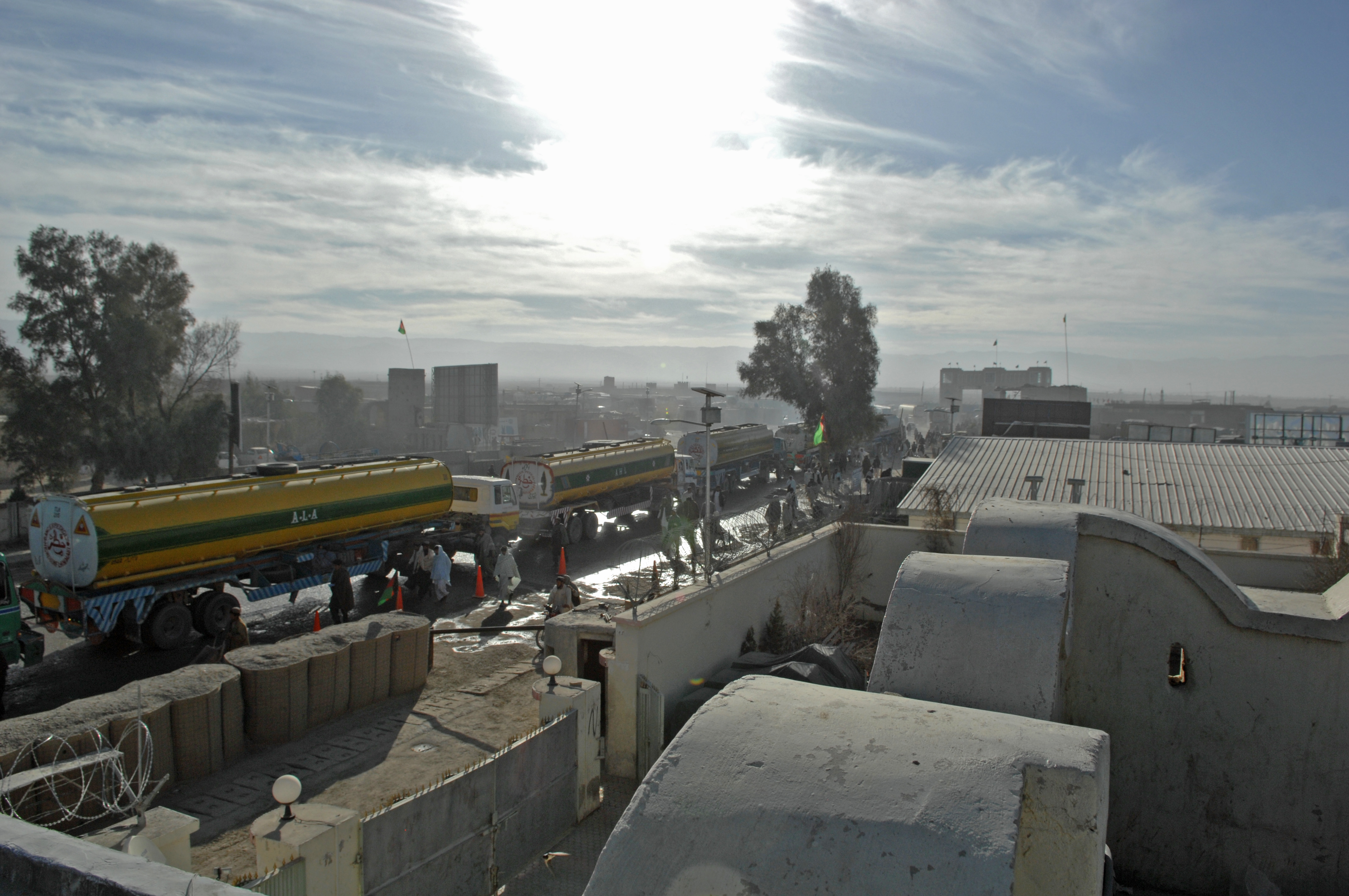

Spin Boldak (também Spin Buldak ou Spin Baldak; em pachtun: سپین بولدک, Spīn Būldak) é uma cidade na província de Candaar, no sul do Afeganistão, localizada junto a Linha Durand, na fronteira com o Paquistão. É ligada através de uma rodovia com a cidade de Candaar, ao norte, e com Chaman e Quetta, no Paquistão, ao sul. Spin Boldak tem a segunda maior porta de entrada entre o Afeganistão e o Paquistão, o cruzamento de fronteira de Chaman; também é um dos principais centros de transporte e comércio entre os dois países.
Seu distrito é habitado principalmente por pachtuns das tribos noorzai/nurzai, bem como achakzai..
Sua altude, no centro da cidade, é de 1215 metros, e sua população é de aproximadamente 1220 indivíduos num raio de até sete quilômetros distantes deste centro. Candaar e Quetta localizam-se a aproximadamente 40 e 50 milhas náuticas, via ar, e têm os aeroportos de tamanho médio mais próximos da região. Pishin, no Paquistão, a 40 milhas náuticas a leste, tem um aeroporto de pequeno porte.